# Акколада (церемония)

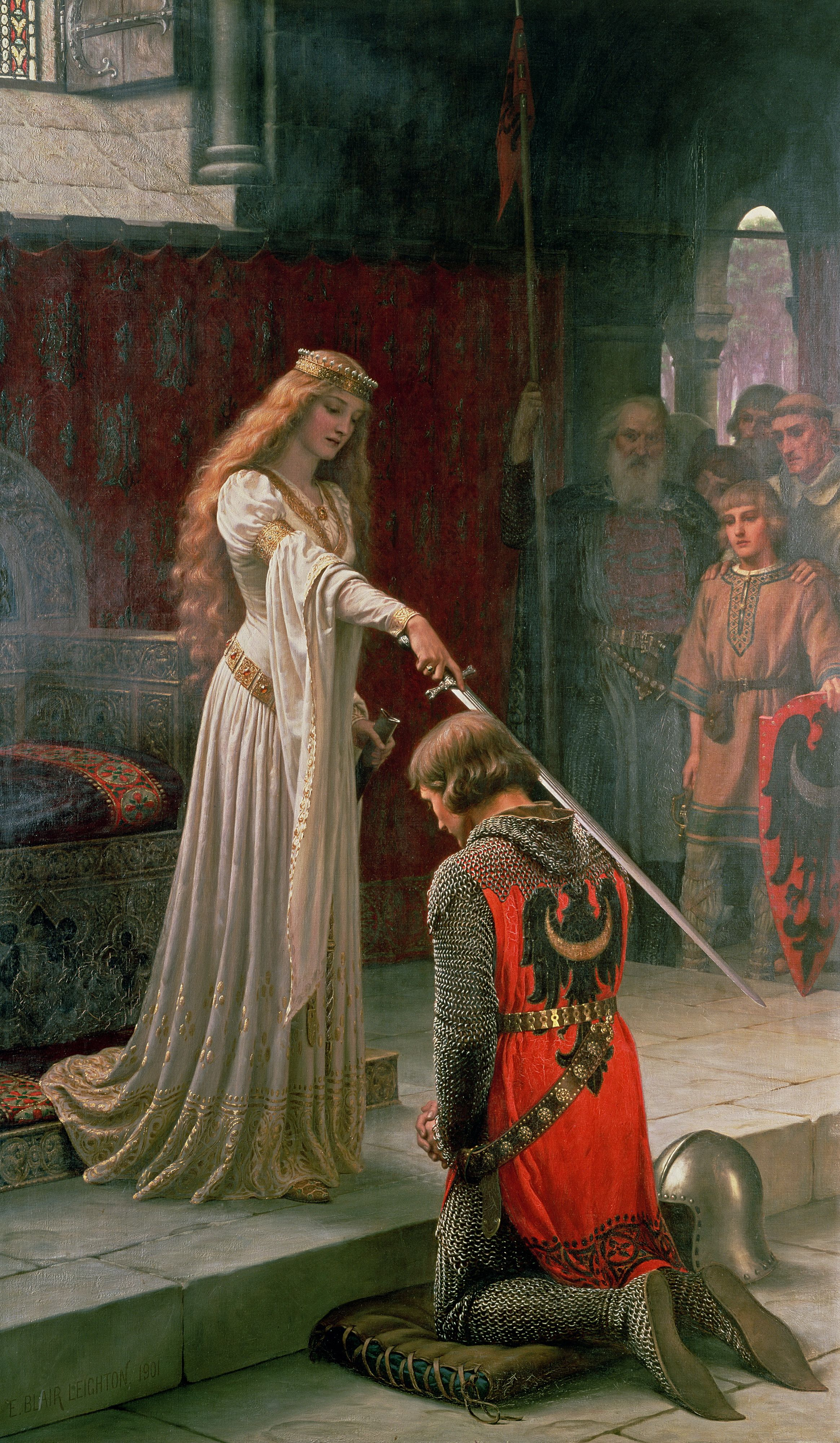
Э. Б. Лейтон. «Акколада», 1901 год

Посвяще́ние в ры́цари или аккола́да (от фр. accolade «объятие») — церемония, бывшая прежде в употреблении при приеме в рыцарский орден. После принятия посвящения в рыцари в собственном смысле гроссмейстер ордена или совершавший посвящение торжественно обнимал принимаемого, возлагая ему свои руки на шею (лат. ad collum). Позднее это слово стало употребляться для обозначения всего акта рыцарского посвящения или принятия в рыцарский орден. Акколада являлась одной из форм воинской инициации.

## Церемония
Посвящение в рыцари знаменовало переход к зрелости и самостоятельности и делало юношу членом военно-аристократической корпорации рыцарей. Церемония состояла из нескольких этапов.
Накануне дамуазо должен был выкупаться в ванне, затем он надевал белую рубашку, алое сюрко, коричневый шосс, золотые шпоры, и один из старейших рыцарей (или отец) опоясывал его мечом. На французском языке «опоясать мечом» и означало сделать рыцарем. Опоясывание оружием — главная часть церемонии. Затем посвящающий наносил юноше удар ладонью по затылку (шее, щеке) с кратким наставлением: «Будь храбр». Подзатыльник назывался «куле». Это был единственный в жизни рыцаря подзатыльник (пощёчина), который рыцарь мог получить, не возвращая. Ритуал посвящения заканчивался демонстрацией ловкости нового рыцаря: вскочив на коня, он должен был пронзить копьём установленную мишень, так называемое «чучело».
Вначале церемония посвящения носила мирской характер. Затем церковь включила её в религиозные рамки, превратила в религиозную церемонию. Так установился обычай «ночного бодрствования»: накануне посвящения, вечером, юноша должен был отправиться в церковь и провести в храме у алтаря всю ночь. Он должен был бодрствовать и молиться. На рассвете ночное бодрствование кончалось, и церковь наполнялась людьми.
Юноша должен был выстоять мессу, исповедоваться, причаститься, затем возложить своё оружие на алтарь и опуститься на колени перед священником, который благословлял его меч и затем, с молитвой, вручал его. Благословляя оружие, церковь внушала мысль, что рыцарь должен быть христианским воином и защитником церкви. Затем происходила светская часть: опоясывание мечом, «подзатыльник», «чучело», иногда священник не только освящал меч, но и опоясывал, то есть совершал основной элемент посвящения.
Чаще всего посвящение в рыцари приурочивали к религиозным праздникам либо совершали накануне крупного сражения; ему предшествовал длительный период обучения: будущий рыцарь в качестве дамуазо проходил обучение у опытного рыцаря либо отца.
Церемония посвящения в рыцарство могла принимать различные формы, например, стук плоской стороной меча на плече кандидата или объятия на шее. При первом случае «избранный» во время обряда становится на колени перед монархом на мягкую подушку. Меч лежит плоской стороной лезвия на правом плече, затем его перемещают над головой посвящаемого и кладут на левое плечо. После этого рыцарь встаёт с колен, чтобы получить от короля или королевы знаки отличия его нового статуса.

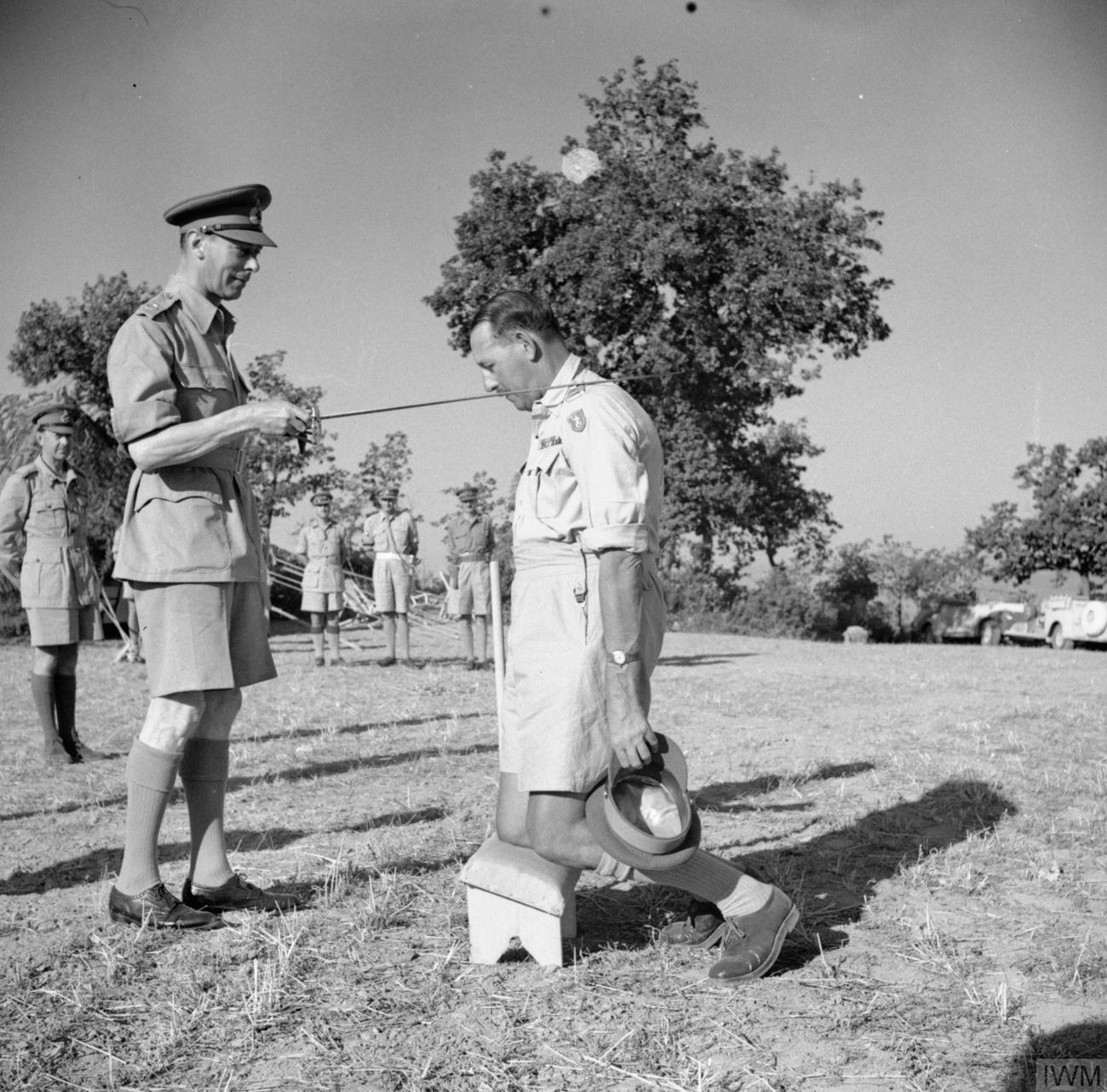
Король Георг VI посвящает в рыцари генерала Оливера Лиза на поле в Италии в 1944 году
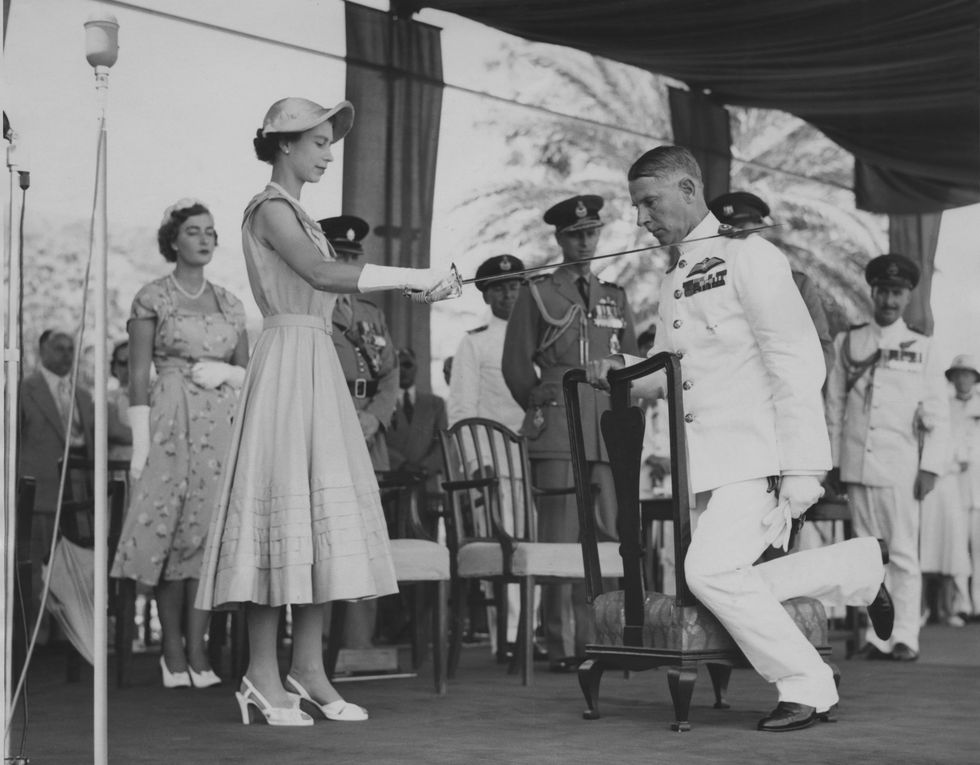
Королева Елизавета II посвящает в рыцари Клода Пелли в ходе её визита в Аденскую колонию в 1954 году
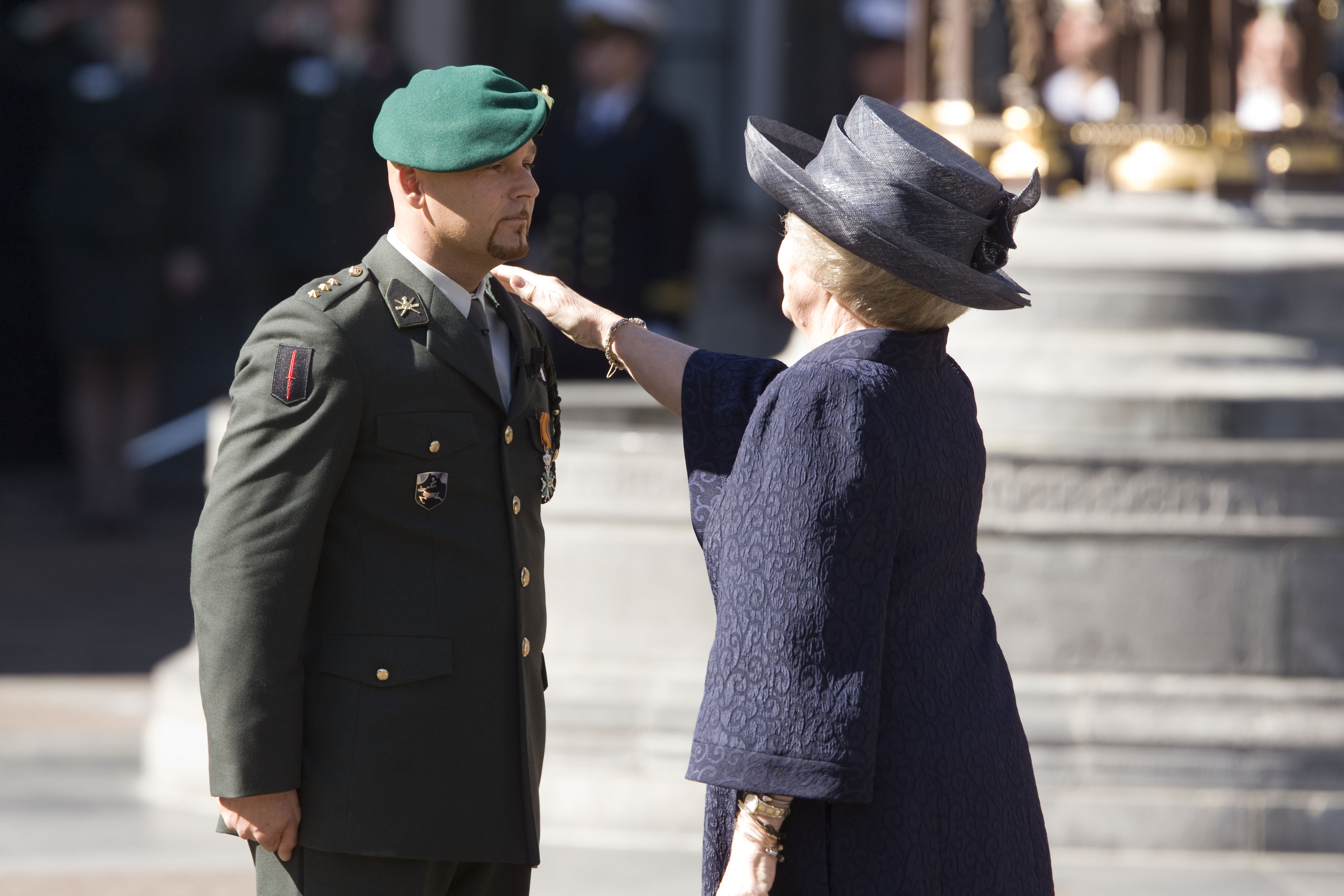
Королева Беатрикс посвящает в рыцари Марко Кроона в Нидерландах в 2009 году
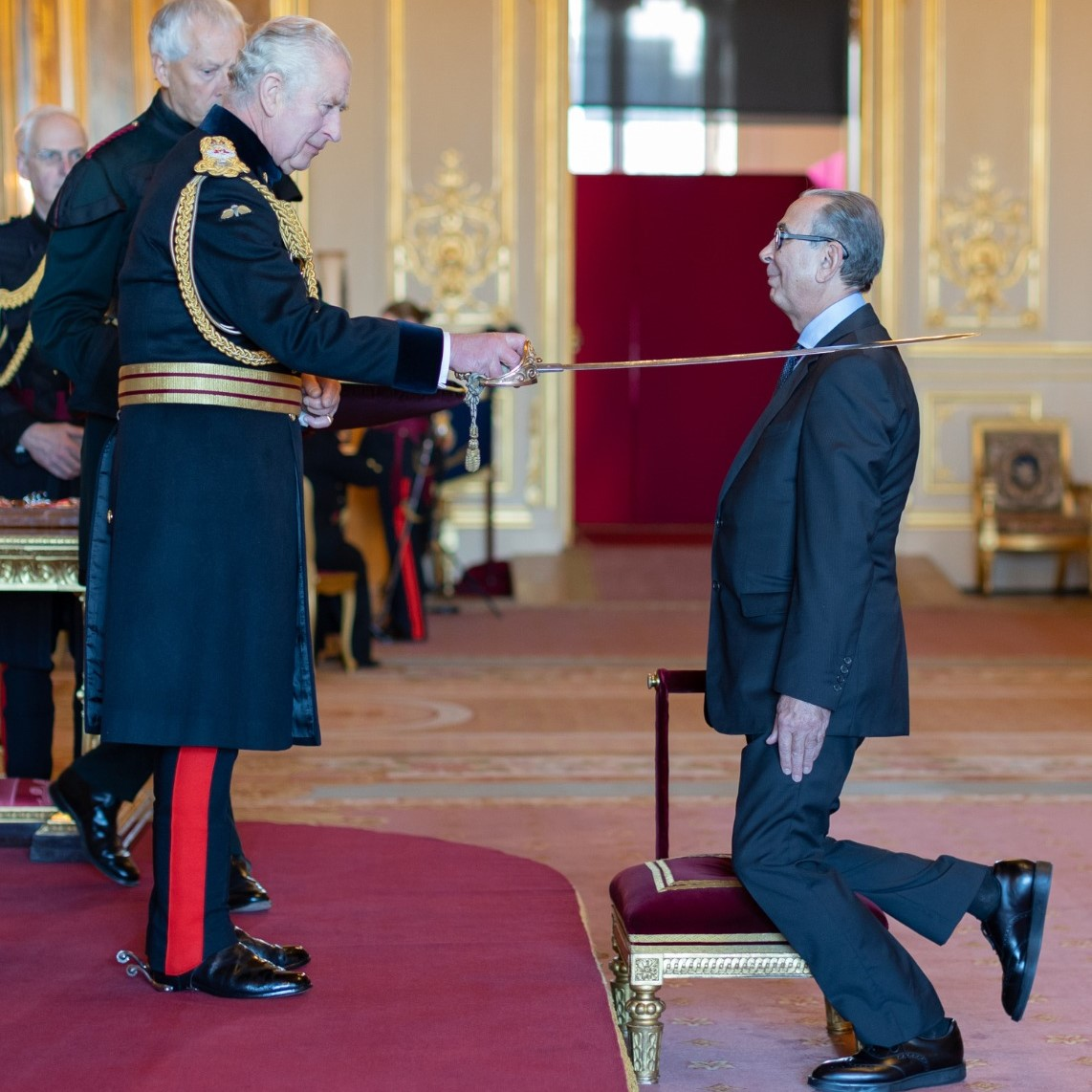
Король Карл III посвящает в рыцари Нассера Халили в 2022 году